# Josia tryma
Josia tryma är en fjärilsart som beskrevs av William Schaus 1896. Josia tryma ingår i släktet Josia och familjen tandspinnare. Inga underarter finns listade i Catalogue of Life.